# 矮扁桃
矮扁桃是蔷薇科李属的植物。分布在西亚、中亚、东南欧、西伯利亚以及中国大陆的新疆等地，生长于海拔1,200米的地区，常生长在洼地、草原、干旱坡地以及谷地，目前尚未由人工引种栽培。